# قصدية

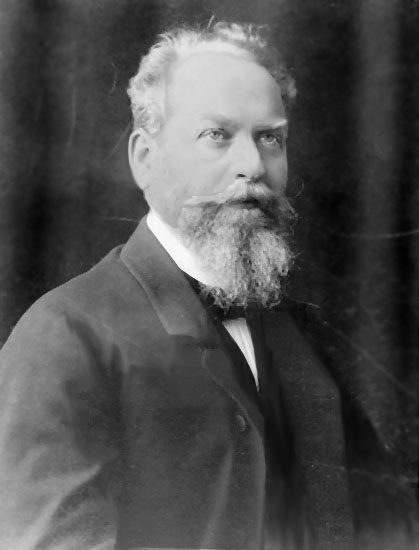

القصدية (Intentionality) في الفينومنولوجيا هي الموقف المكون للفكر على ان يكون له محتوى، والتوجه بالضرورة إلى موضوع، خلافا لذلك لن يكون هناك أي فكر. القصدية ليس لها علاقة بالإرادة الحرة أو بالتصرف المتعمد، لأن هذه من وجهة نظر فلسفية لها معنى تقني فقط.
درس إدموند هوسرل فكرة إيمانويل كانط الشهيرة وهي الشيء لذاته والشيء لذواتنا، وأراد التوغل فكريا لحل هذه الثنائية فلسفيا، وكانت نتيجة رحلته هي مفهوم القصدية.
علما بأن الفينومنولوجيا هي وصف الظاهرة وصفاً مستقلاً عن الوسائط المادية التجريبية، إذ يعتمد على تحليل الظاهرة تحليلاً عقلياً مبنياً على القصدية في الشعور، ومرتكزاً على التتالي في عملية التحليل، وهي تعطي وصفاً أوليا للظاهرة لأجل تشكيل صورة مجردة عنها.
والقصدية ليست فكرة جديدة، فقد اخذها هوسرل من فرانتس برنتانو, وهذا بدوره أخدها من الفلسفة المدرسية (العصور الوسطى).